# Le Lorrain
Le Lorrain ist eine französische Gemeinde im Übersee-Département Martinique.
Am 12. Juni 1837 wurden die Gemeinden Grande-Anse und Le Marigot per Dekret zu einer einzigen Gemeinde zusammengelegt, die bis 1840 noch „Grande-Anse“ hieß und dann ihren heutigen Namen erhielt.

## Bevölkerungsentwicklung
| 1961 | 1967 | 1974 | 1982 | 1990 | 1999 | 2006 | 2008 | 2011 |
| ---- | ---- | ---- | ---- | ---- | ---- | ---- | ---- | ---- |
| 9437 | 9172 | 8611 | 7929 | 8084 | 8234 | 7781 | 7650 | 7410 |